# Automotrice à grande vitesse
De Automotrice à grande vitesse, afgekort AGV is een hogesnelheidstrein gebouwd door het Franse bedrijf Alstom.
De trein heeft een dienstsnelheid van 360 km/u, veertig kilometer per uur sneller dan zijn voorganger de Train à Grande Vitesse (TGV). Op 5 februari 2008 werd de trein officieel gepresenteerd door de toenmalige Franse president Nicolas Sarkozy.

## Kenmerken
Het grootste verschil met de TGV is dat men is afgestapt van het concept van losse motorrijtuigen voor- en achteraan de trein, in plaats daarvan zijn de motoren gelijkmatig onder de rijtuigen verdeeld, zodat er over de gehele lengte van de trein ruimte is voor passagiers. Deze nieuwe opzet resulteerde in de nieuwe naam AGV, met de A van automotrice (Frans voor treinstel). 
De in de onderstellen aangebrachte motoren zijn permanentemagneetmotoren, waarbij magneten in de rotor van een synchrone motor zijn aangebracht. Hierbij worden de voordelen van de synchrone en asynchrone motor gecombineerd. De rijtuigen zijn nu gemaakt van aluminium, wat het geheel lichter maakt dan rijtuigen van staal. Daardoor is een hogere snelheid mogelijk en tevens wordt minder energie verbruikt.
Aan de nieuwe hogesnelheidstrein is tien jaar onderzoek en ontwikkeling besteed. Het nieuwe tractiesysteem AGV is uitvoerig getest en resulteerde in de testrit met een aangepaste TGV op het traject LGV Est in 2007, waarbij een topsnelheid van 574,8 kilometer per uur werd behaald.
De trein verbruikt in vergelijking met zijn voorganger, ondanks de hogere snelheden, 15% minder energie. Dit wordt mede bereikt door de verbeterde aerodynamica.

## Bestellingen
De AGV zal in fabrieken van Alstom in Frankrijk, Italië en België gebouwd worden. In januari 2008 plaatste de Italiaanse Nuovo Trasporto Viaggiatori een bestelling van 25 treinstellen. Het eerste treinstel werd eind 2010 geleverd. Het ging hierbij om een 11-delig treinstel. Door Alstom werden 17 treinstellen in La Rochelle (Frankrijk) en 8 treinstellen in Savigliano (Italië) gebouwd. Op 30 november 2011 werd het laatste door de werkplaats te Savigliano gebouwde treinstel aan Nuovo Trasporto Viaggiatori overgedragen. Op 9 april 2013 werd het laatste treinstel van de hele bestelling overgedragen. Alstom heeft met NTV ook een onderhoudscontract voor 30 jaar afgesloten.
De AGV-treinstellen zijn leverbaar met 7, 8, 10, 11 en 14 rijtuigen.

## Media
De trein was vanwege de snelheid het hoofdonderwerp van een aflevering van National Geographics Big, Bigger, Biggest.